# 愛の詩 (アルバム)
『愛の詩』（あいのうた）は、日本のフォークデュオ・遊吟が、2006年にミュージアからリリースした1枚目のオリジナル・フルアルバムである。

## 内容
地域限定販売のみによる初のアルバム。現在は廃盤となっており入手は不可能。

## 収録曲
1. プロローグ
2. えがお
後にインディーズベストアルバム『Days』にも収録された。
3. Stand By You
インディーズ2枚目のシングル「Stand By You」の表題曲。
4. 君が僕を愛してくれたから (secret.ver)
インディーズデビューシングル「君が僕を愛してくれたから」の表題曲の別バージョン。
5. 愛のうた
6. 恋の音
後にインディーズベストアルバム『Days』にも収録された。
7. 光
8. ひまわりの花
インディーズ2枚目のシングル「Stand By You」のカップリング曲。
9. 素心
10. 夢の中
11. 絵はがき
インディーズデビューシングル「君が僕を愛してくれたから」のカップリング曲。
12. かあさん